# On a trouvé une femme nue
Pour plus de détails, voir Fiche technique et Distribution.
On a trouvé une femme nue est un film français réalisé par Léo Joannon, sorti en 1934.

## Synopsis
Deux familles vont être amenées à se rencontrer. La première habite à Paris, il s'agit du marquis de la Ferrière, aristocrate désargenté et excentrique qui vit avec sa fille, sa sœur et ses domestiques. La seconde est provinciale, monsieur Marotte, riche industriel du parfum, toujours de bonne humeur, sa femme et son fils Jacques qui fait ses études de médecine à Paris. 
Le marquis doit vendre petit à petit les meubles et œuvres d'art de son appartement, c'est la femme de monsieur Marotte qui les achète par l'intermédiaire d'un antiquaire. Elle convainc son mari de l'accompagner à Paris pour aller directement à une vente aux enchère pour acheter une pendule venant du marquis et rendre visite à leur fils. À la vente, elle fait la connaissance du majordome du marquis qui lui propose de venir directement voir ce qu'il reste à vendre chez le marquis, indiquant aussi qu'il y a sa fille Denise à marier. Les Marottes voudraient bien caser leur fils et le marquis se séparer de sa fille par un mariage lucratif. L'affaire est conclue mais de nombreuses péripéties plus incongrues les unes que les autres vont compliquer la situation.

## Fiche technique
- Titre : On a trouvé une femme nue
- Réalisateur : Léo Joannon
- Scénario : Arnold Lippschitz, d'après la pièce d'André Birabeau et Jean Guitton
- Dialogues : André Birabeau
- Décors : Marcel Magniez
- Photographie : Joseph-Louis Mundwiller, Georges Lucas
- Son : Louis Kieffer
- Montage :
- Musique : Casimir Oberfeld
- Pays d'origine :  France
- Langue : français
- Société de production : Metropa-Films
- Producteur : André E. Algazy
- Distribution : Franfilmdis
- Format : Noir et blanc - Son mono - 1,37:1
- Genre : Comédie
- Durée : 79 minutes (1 h 19)
- Dates de sortie : 
  - France : 18 mai 1934
  - Portugal : 9 juin 1937

## Distribution
- Mireille Balin : Denise
- Jean Aquistapace : M. Marotte
- Saturnin Fabre : Le marquis
- Paul Bernard : Jacques
- Jane Loury : Mme Marotte
- Maximilienne : Irène
- Monette Dinay : Lucette
- Alice Michel : Mme Marotte
- Jean Gobet : Robert
- Georges Flateau : Jean
- Tony Laurent
- Lucette Desmoulins
- Inka Krimmer
- Mila Parély

## Édition
Le film est édité en cassette VHS en 1993 par René Chateau dans la collection Mémoire du cinéma français mais n'a pas été repris en DVD par la suite.